# Francis Rossi
Francis Rossi est né Francis Dominic Nicholas Michael Rossi, le 29 mai 1949 à Forest Hill, Londres. Il est le cofondateur, guitariste et chanteur du groupe de rock anglais Status Quo.

## Carrière
En 1962, alors en deuxième année à la Sedgehill Comprehensive School, Francis Rossi forme un petit groupe avec deux de ses copains, Alan Lancaster (basse) et Alan Key (orgue). D'abord appelé The Palladins, ils changent leur nom en The Spectres avec l'apport de Jess Jarowski (qui remplaça Alan Key) et Barry Smith (batterie). Ce sont les débuts de ce qui deviendra un groupe phare du rock anglais, Status Quo.
Depuis Francis Rossi a enregistré 29 albums studio avec Status Quo et en devient le compositeur le plus prolifique. Il assure le chant et les solos de guitare sur la plupart des titres. Il se consacre presque exclusivement à Status Quo et n'enregistre que deux albums solos. Il ne participera qu'à quelques rares projets avec d'autres musiciens .

## Vie privée

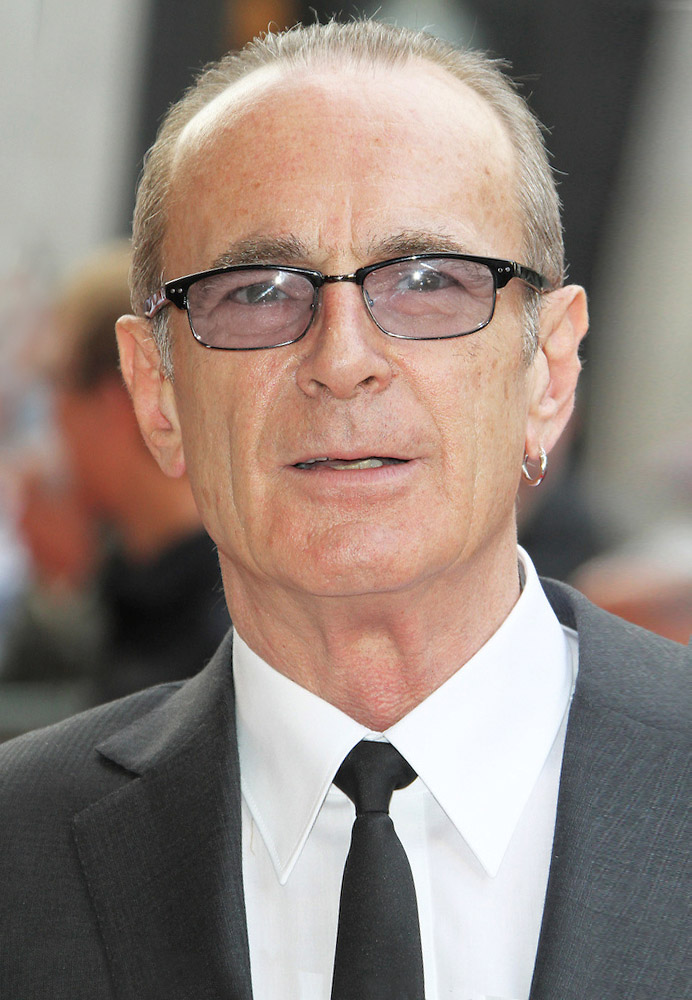
Francis Rossi en 2013

Francis Rossi est le père de huit enfants. Trois, Simon (né en 1967), Nicholas (1972) et Keiron (1979), sont issus de son premier mariage avec Jean. Une, Bernadette (1984) est née alors que Francis Rossi avait une aventure avec Liz Gernon et les quatre derniers, Patrick (1988), Fin (1990), Kiera (1994) et Fursey (1996) sont le fruit de son mariage avec Eileen qu'il épousa en 1989. Il vit à Purley (Borough londonien de Croydon) dans une maison avec piscine intérieure dans laquelle il fait tous les jours 40 longueurs pour entretenir sa forme .
Lorsqu'il n'est pas en tournée avec Status Quo, il aime rester chez lui. Il collectionne les carpes Koï, aime le tir au pigeon d'argile et est un grand amateur de pâtes.

## Équipement
Francis Rossi joue sur des guitares Fender Telecaster, principalement sur un modèle 1965 de couleur verte. Au fil du temps, il a remplacé les micros d'origine par des micros G&L (il en rajouta également un) ce qui lui permet d'avoir un son proche d'une Fender Stratocaster. En 2015, Francis Rossi est contraint de remplacer sa mythique Fender Telecaster verte par une nouvelle guitare, de marque Status, en effet cette dernière ne tenait plus l'accordage, le bois étant devenu trop tendre. Pour l'amplification il utilise des Marshall JCM800 et JCM900 combinés à un Vox AC30. Pour les effets il utilise un processeur Roland GP8, il utilise également, depuis quelques années, la mythique Tube Screamer Ibanez pour ses solos.

## Discographie
Francis a participé à tous les enregistrements de Status Quo / Discographie de Status Quo

### Albums studio
- 1996 - King of the Doghouse (Virgin Records)
- 2010 - One Step at a Time (earMUSIC)
- 2025 - The Way We Were, Vol.1 (earMUSIC / Edel Music)

### Compilations et Albums en public
- 2011 - Live at St Luke's London (earMUSIC / Edel Music)

### Collaborations
avec Hannah Rickard
- 2019 - We Talk Too Much (earMUSIC / Edel Music)

### Participations
- 1977 - The World's Not Big Enough de John Du Cann (production et guitares)
- 1981 - Line-Up de Graham Bonnet (production et guitare sur deux titres)

## Vidéographie
- 2011 - Live at St Luke's London (earMUSIC / Edel Music)

## Distinctions
- En 2010, il a été nommé Officier de l'Ordre de l'Empire britannique (OBE)[4] pour services rendus à la musique et aux œuvres de charité.